# 대한민국 형법 제191조
대한민국 형법 제191조는 예비, 음모에 대한 형법각칙의 조문이다.

## 조문
제191조(예비, 음모) 제186조 또는 제187조의 죄를 범할 목적으로 예비 또는 음모한 자는 3년 이하의 징역에 처한다.